# 圣马梅斯球场 (1913年)

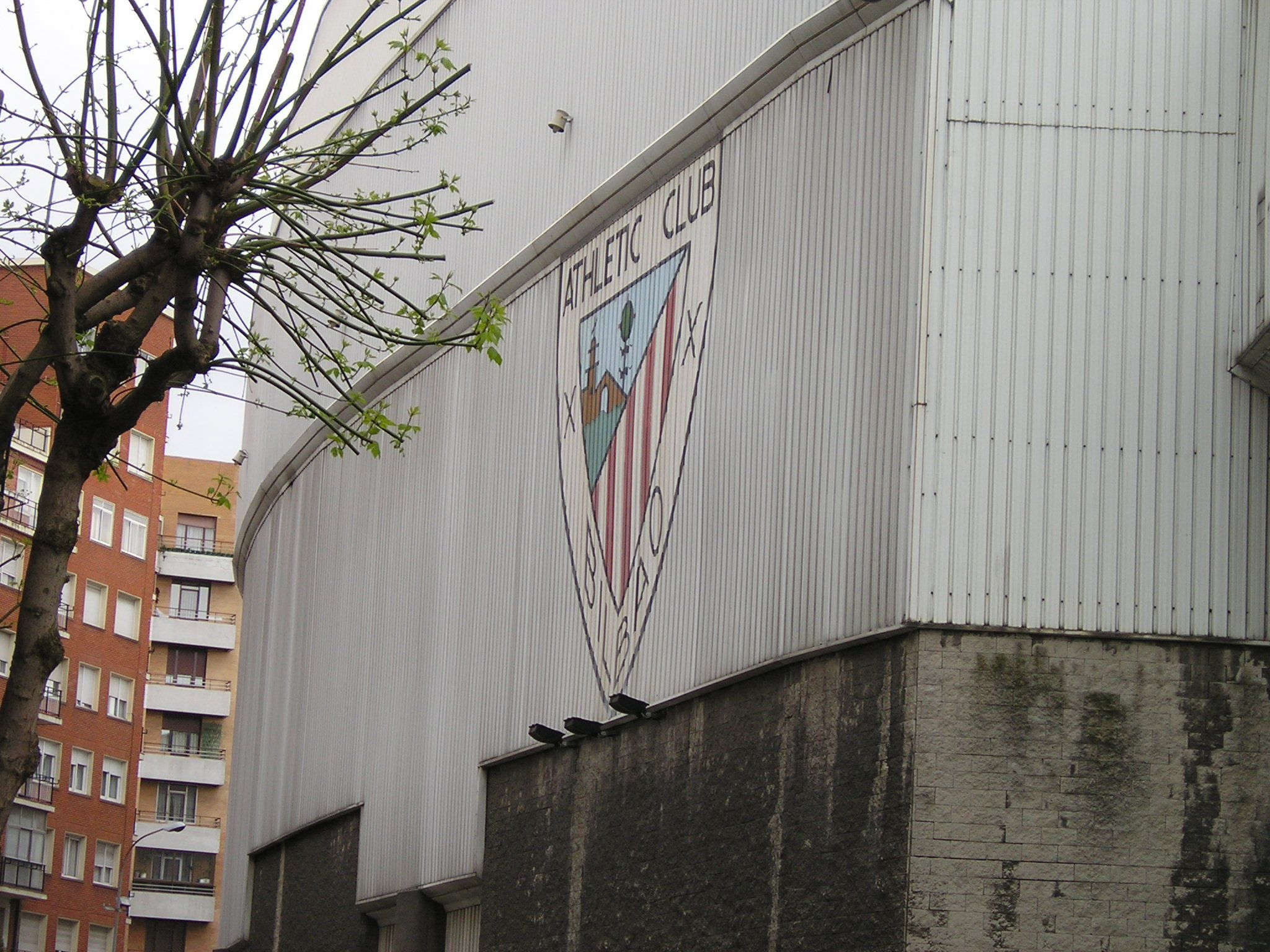
San Mamés Stadium

圣马梅斯体育场（西班牙語：Estadio San Mamés），位於西班牙毕尔巴鄂的足球場，是毕尔巴鄂竞技的主场，於1913年啟用，后来为了满足1982年世界盃足球賽的比赛要求而几乎整体重建，一共可容納39,750人。

## 歷史
而新的體育場建在畢爾巴鄂國際貿易博覽會的舊址，毗鄰舊的體育場。於2010年4月開始動工，三年後完成工程，該隊伍搬進他們的新主場，原來的聖馬梅斯則在這之後拆除，並於2013年9月6日啟用同名的新體育場。

## 图库

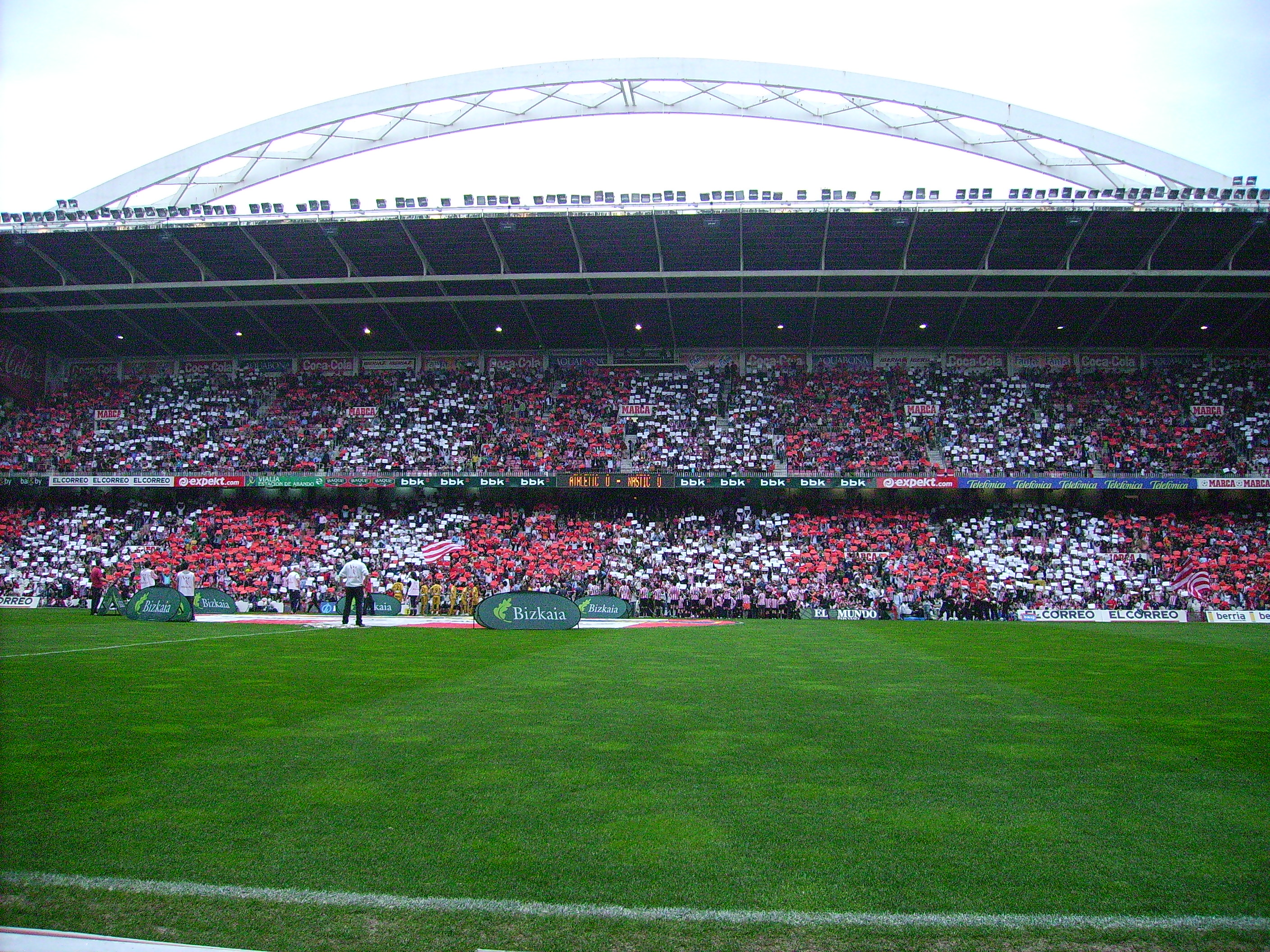
主看台
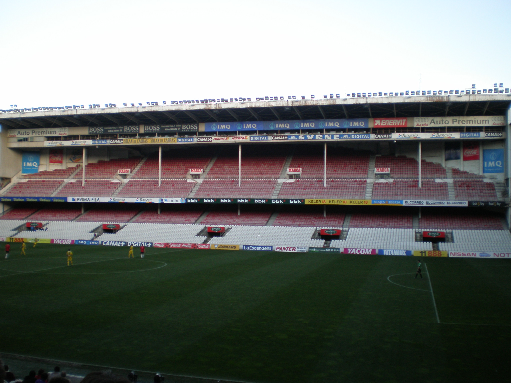
东看台
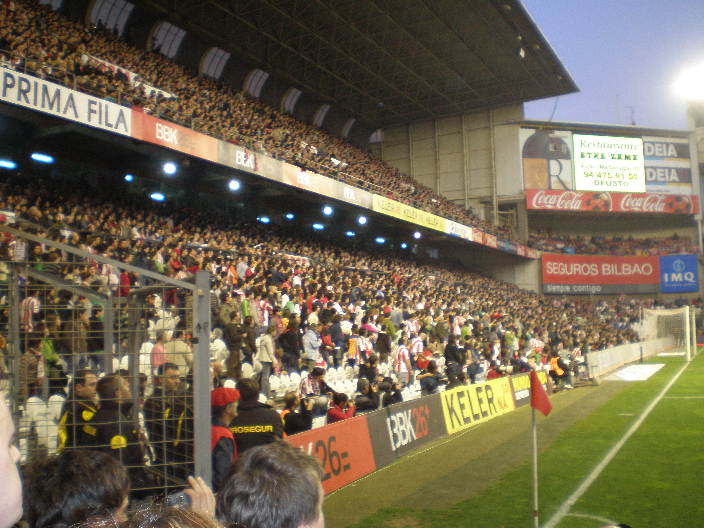
北看台
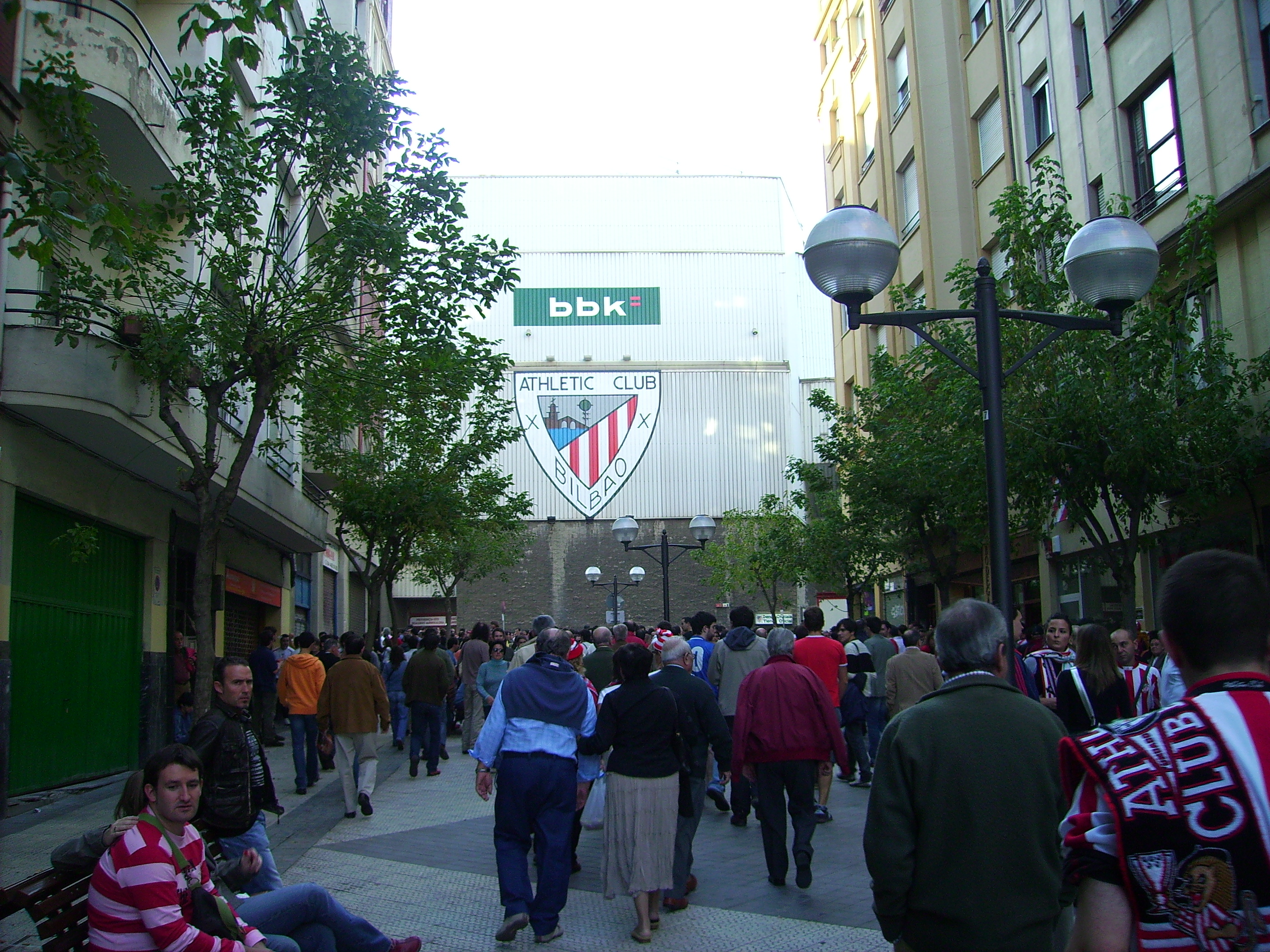
馆外

## 1982年世界盃足球賽
该体育馆曾作为1982年世界盃足球賽的比赛场地，举办过一下赛事：
| 日期       | 队伍   | 比分 | 队伍         | 回合      |
| ---------- | ------ | ---- | ------------ | --------- |
| 1982-06-16 | 英格兰 | 3–2  | 法國         | D组第一轮 |
| 1982-06-20 | 英格兰 | 2–0  | 捷克斯洛伐克 | D组第二轮 |
| 1982-06-25 | 英格兰 | 1–0  | 科威特       | D组第三轮 |